# Vincenzo Ricchioni
Vincenzo Ricchioni (Firenze, 7 luglio 1891 – Bari, 16 febbraio 1960) è stato un agronomo e politico italiano.

## Biografia
Laureatosi nel 1912 in Lettere a Firenze e nel 1914 in Giurisprudenza a Siena, dopo la prima guerra mondiale ottenne l'abilitazione alla libera docenza in Economia agraria. Fu professore universitario dal 1938 ed insegnò economia e politica agraria nell'Università degli studi di Bari, di cui fu preside della facoltà di agraria dal 1941. Fu direttore dell'osservatorio di economia agraria per le Puglie e la Lucania e, tra il 1924 e il 1941, a capo della Federazione fascista degli agricoltori di Terra di Bari. Fu deputato del Regno d'Italia per 4 legislature, dal 1924 al 1943.
Dopo la caduta del fascismo continuò la sua attività accademica e ricoprì il ruolo di rettore dell'Università di Bari dal 1952 al 1960, fino a quando fu colto da morte improvvisa mentre era nel suo studio.

## Opere
- Lavoro agricolo e trasformazioni fondiarie (1929)
- Aspetti economici di aziende latifondistiche (1936)
- L'economia dell'agricoltura pugliese (1940)
- Studî storici di economia dell'agricoltura meridionale (1952).